# قرة بلاغ (ورزقان)
قرة بلاغ هي قرية في مقاطعة ورزقان، إيران. عدد سكان هذه القرية هو 237 في سنة 2006.